# Virträsket
Virträsket är en sjö i Värmdö kommun i Uppland och ingår i Norrström-Tyresåns kustområde. Sjön har en area på 0,0478 kvadratkilometer och ligger 20,3 meter över havet.

## Delavrinningsområde
Virträsket ingår i det delavrinningsområde (657904-165046) som SMHI kallar för Rinner till Grisslingen. Medelhöjden är 22 meter över havet och ytan är 10,03 kvadratkilometer. Det finns inga avrinningsområden uppströms utan avrinningsområdet är högsta punkten. Avrinningsområdets utflöde mynnar i havet, utan att ha någon enskild mynningsplats.